# Maison centrale de Poissy
La maison centrale de Poissy est un établissement pénitentiaire français situé dans la commune de Poissy, dans les Yvelines, en région Île-de-France. Ancien couvent des Ursulines devenue maison de correction puis maison centrale en 1821, elle dispose aujourd'hui de 230 places. 

## Histoire

### Un couvent des Ursulines devenu prison
La maison centrale de Poissy est installée dans un ancien couvent de religieuses ursulines fondé en 1645. En 1792, celles-ci quittent les lieux, qui sont acquis en 1796 par le médecin parisien Jean Bayle. En partie détruit pendant la Révolution française, le site est finalement racheté par l'État en 1808 et transformé en dépôt de mendicité en 1810. Les bâtiments sont ensuite aménagés pour accueillir des blessés militaires entre 1811 et 1817, avant d'être à nouveau transformés en maison de correction pour femmes et hommes en 1817. 
L'ordonnance du 3 octobre 1821 convertit le site en maison centrale réservée aux hommes majeurs considérés comme des détenus difficiles et souvent condamnés à de longues peines. Plusieurs ateliers de travail pour les détenus sont construits entre 1830 et 1858 et en 1870 : ateliers de vannerie, de rempaillage de chaises, de feuillagistes, de fabrication de stores et de serrurerie. La prison est ensuite presque complètement reconstruite sous le Second Empire. En 1975, la partie la plus ancienne, qui comprenait entre autres la chapelle, est détruite et un nouveau bâtiment cellulaire est construit sur quatre niveaux pour accueillir des hommes condamnés dans le ressort de la cour d'appel de Versailles. 
Les bâtiments sont inscrits à l'Inventaire général du patrimoine culturel en 2000.

### Faits de résistance pendant la Seconde Guerre mondiale
Entre 1940 et 1943, près de 600 résistants et patriotes sont incarcérés à la maison centrale de Poissy, dont plus de la moitié n'a pas survécu. Ils proviennent des maisons d'arrêt de diverses régions de France et sont pour leur grande majorité des ouvriers, pour la plupart militants du Parti communiste ou membres des Jeunesses communistes. Intégrés à la masse des détenus de droit commun, ils subissent pourtant des conditions de détentions plus sévères : à titre d'illustration, un colis hebdomadaire est autorisé pour ces derniers contre un seul tous les quinze jours pour les détenus politiques.

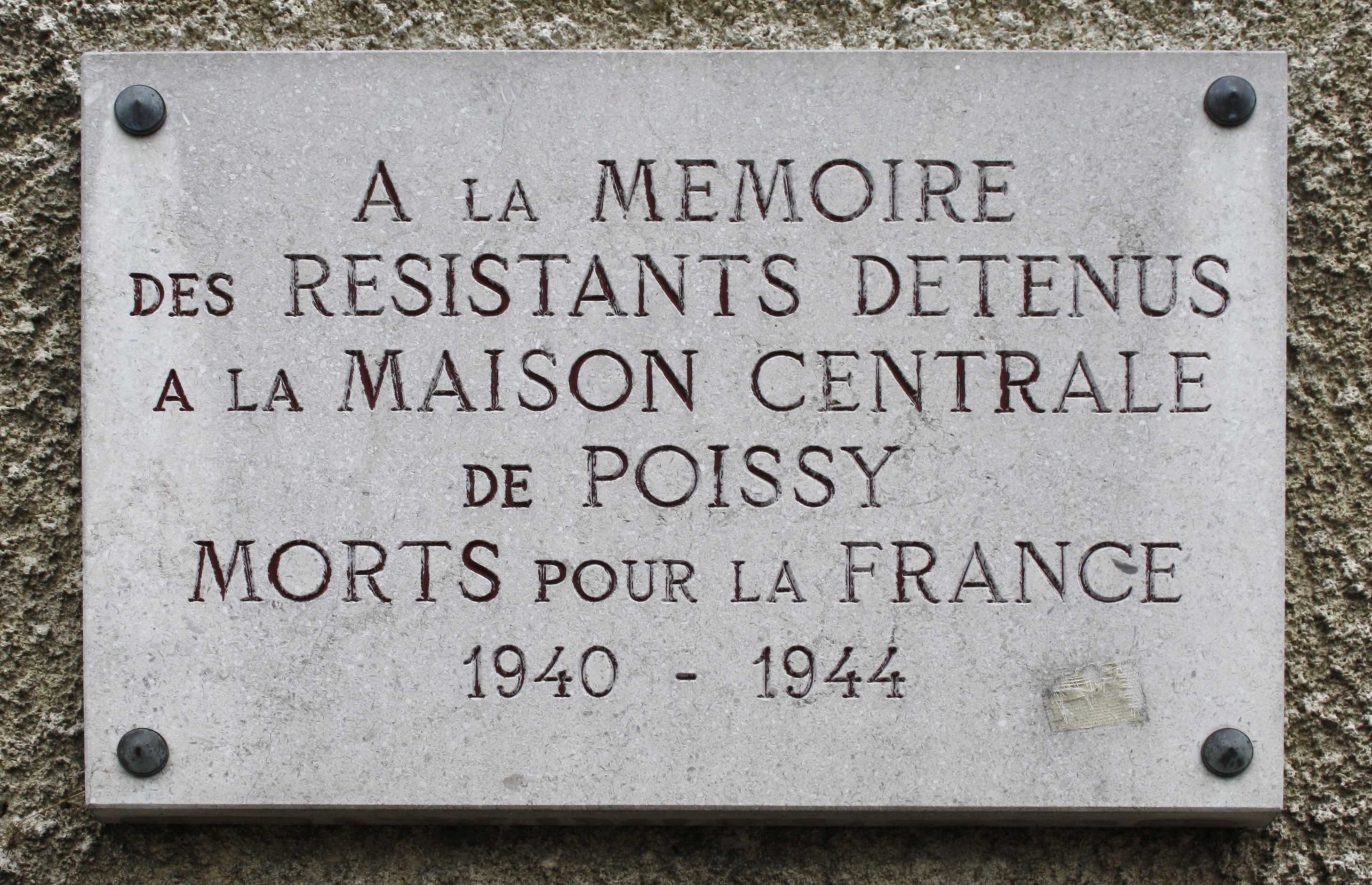
Plaque à la mémoire des résistants détenus à la maison centrale de Poissy morts pour la France en 1940-1944.

## Localisation
L'établissement est situé au 17, rue de l'Abbaye, à Poissy. Le site appartient au cœur historique de la ville, il se trouve à proximité de la collégiale Notre-Dame de Poissy et à 800 m de la gare de Poissy, où s'arrête la ligne A du RER dont elle est l'un des terminus. 

## Description
En France, une maison centrale est un établissement pénitentiaire recevant des personnes condamnées à de longues peines, qui présentent les profils les plus dangereux et nécessitent donc un régime de détention essentiellement tourné vers la sécurité et la prévention des évasions. 
La maison centrale de Poissy, implantée sur un terrain de 3 hectares, comprend un bâtiment d'hébergement accueillant exclusivement des hommes majeurs. L'établissement comprend également 1 400 m2 d'ateliers dédiés au travail pénitentiaire gérés par l'ATIGIP, où les personnes détenues peuvent notamment assurer la numérisation d'archives sonores et le scannage de fonds photographiques.     
Elle dispose d'une capacité opérationnelle de 230 places, auxquelles il faut ajouter 6 places en quartier d'isolement et 6 places en quartier disciplinaire. S'agissant d'un établissement pour longues peines, l'encellulement est individuel et l'établissement ne connaît pas de surpopulation carcérale.   
La maison centrale de Poissy est rattachée à la direction interrégionale des services pénitentiaires de Paris. Elle est située dans le ressort de la cour d'appel de Versailles et du tribunal judiciaire de Versailles.

## Détenus notables
- David Bélonie (1885-1915) et Charles Bill (1892-1918), membres de la bande à Bonnot, y sont décédés
- Henri Crozat de Fleury, également membre de la bande à Bonnot, y a été détenu
- Ilich Ramírez Sánchez, terroriste vénézuélien également surnommé « Carlos », y est actuellement détenu[8]
- Patrick Salameh, tueur en série et braqueur français
- Germain Gaiffe, meurtrier et militant politique français
- Alfredo Stranieri, criminel multirécidiviste, surnommé « le tueur aux petites annonces »
- Francis le Belge, criminel qui a été un « parrain » du milieu marseillais
- Dany Leprince, condamné à perpétuité pour quadruple assassinat
- Bruno Joushomme, condamné à perpétuité en 1998 pour l’assassinat de sa femme en 1985